# 1804 год в истории железнодорожного транспорта
1804 год в истории железнодорожного транспорта

## События
- 21 февраля — Только что построенный паровоз Пенидаррен Ричарда Тревитика начал работу на линии между фабрикой в Пенидаррене, Мертир-Тидвил, и Аберкиноном в южном Уэльсе после испытаний, начавшихся 13 февраля. Это был первый паровоз на рельсовой дороге[1].
- 29 июня — Парламент Великобритании одобрил строительство железной дороги Суонси и Мамблза, после чего началось строительство этой дороги.